# 山田和司
山田 和司（やまだ かずし、1987年2月21日 - ）は、日本の男子バドミントン選手。身長168cm、体重60kg、右利き。愛媛県出身。ともにバドミントン指導者であった両親の影響で小学3年生からバドミントンを始める。新居浜市立角野中学校、小松原高等学校、日本体育大学を経て、日本ユニシスバドミントン部に所属する。2010年の世界バドミントン選手権大会男子シングルスで、日本人として30年ぶりのベスト8入りを果たした。バドミントン日本代表ナショナルチームに選出されていた。

## 主な成績
国際試合
- 2008年
  - 大阪国際 男子ダブルス ベスト4
  - 韓国国際 男子シングルス ベスト4
- 2009年
  - オーストリア国際 男子シングルス ベスト4
  - ニュージーランドオープングランプリ 男子シングルス ベスト4
- 2010年
  - 大阪国際 男子シングルス 準優勝
  - 世界選手権 男子シングルス ベスト8
- 2011年
  - 全英オープン 男子シングルス ベスト8
- 2012年
  - 大阪国際　男子シングルス　準優勝